# Мелани Гамильтон
Ме́лани Га́мильтон Уилкс (англ. Melanie Hamilton Wilkes) — персонаж романа Маргарет Митчелл «Унесённые ветром», написанного в 1936 году.

## Сюжет
Жена Эшли Уилкса, добрая и нежная, по словам Ретта Батлера — настоящая леди. Она любила Скарлетт О’Хара, как сестру, и была ей опорой и защитницей от тех, кто её недолюбливал. Мелани — любимица всех и каждого. У неё есть сын — Бо (Борегар) Уилкс. Из-за него она чуть не умерла, но Скарлетт о ней позаботилась, и она выжила. Мелани умирает из-за осложнений при второй беременности, и только тогда Скарлетт понимает, как Мелани нужна ей. Перед смертью она просит Скарлетт позаботиться о её сыне, присмотреть за Эшли и быть добрее с Реттом, так как он её любит.
Мелани невероятна добра и отзывчива, но умеет стоять на своём и способна на решительные, волевые поступки. Одно из её особенных качеств — умение видеть хорошее в каждом человеке. Она видит смелость и благородство в Ретте Батлере, невероятную силу и выносливость в Скарлетт и даже отзывчивость и преданность в местной хозяйке борделя Красотке Уотлинг.
Отдельного упоминания стоят отношения Мелани к Скарлетт. Всю жизнь она искренне и бесконечно любила Скарлетт, не видя в ней ни влечения к её, Мелани, мужу, ни презрения к ней самой. По сути, Мелани была единственной настоящей подругой Скарлетт. К сожалению, главная героиня понимает это только тогда, когда Мелли умирает. 
Именно в этот момент Скарлетт осознаёт, что все свои силы, все своё упорство и всю свою выдержку она черпала в Мелли, в её любви и преданности; именно благодаря невероятной моральной силе и благородству этой хрупкой невзрачной девушки она стала той, кем является сейчас. Именно Мелли была её поддержкой и опорой. Да и не только для неё: именно она — источник желания жить для Эшли, утешение и помощь для Ретта, забота и любовь для детей Скарлетт и просто сама доброта и отзывчивость для всех окружающих.
Всю жизнь Скарлетт недооценивала Мелани, считала её глупой, недалёкой трусихой. Но после её смерти она понимает, что Мелли всегда стояла за ней с клинком в руке, готовая напасть на каждого, кто отзовётся о Скарлетт плохо. Скарлетт не представляет своей жизни без этой отважной, благородной, доброй и заботливой девушки — единственной, кто любила её беззаветно и всем сердцем.
Хрупкое здоровье несколько раз чуть не сводит Мелани в могилу, и в конце концов она умирает, не дожив и до 30 лет. Последней её просьбой становится просьба к Скарлетт присмотреть за Эшли и Бо.

## Интересные сведения
Сыгравшая роль Мелани Гамильтон в фильме «Унесённые ветром» (1939 год) Оливия де Хэвилленд была номинирована на «Оскар» за Лучшую женскую роль второго плана.